# Sphaerodactylus fantasticus
Sphaerodactylus fantasticus este o specie de șopârle din genul Sphaerodactylus, familia Gekkonidae, descrisă de Auguste Henri André Duméril și Bibron 1836.

## Subspecii
Această specie cuprinde următoarele subspecii:
- S. f. fantasticus
- S. f. anidrotus
- S. f. fuga
- S. f. hippomanes
- S. f. karukera
- S. f. ligniservulus
- S. f. orescius
- S. f. phyzacinus
- S. f. tartaropylorus

## Galerie

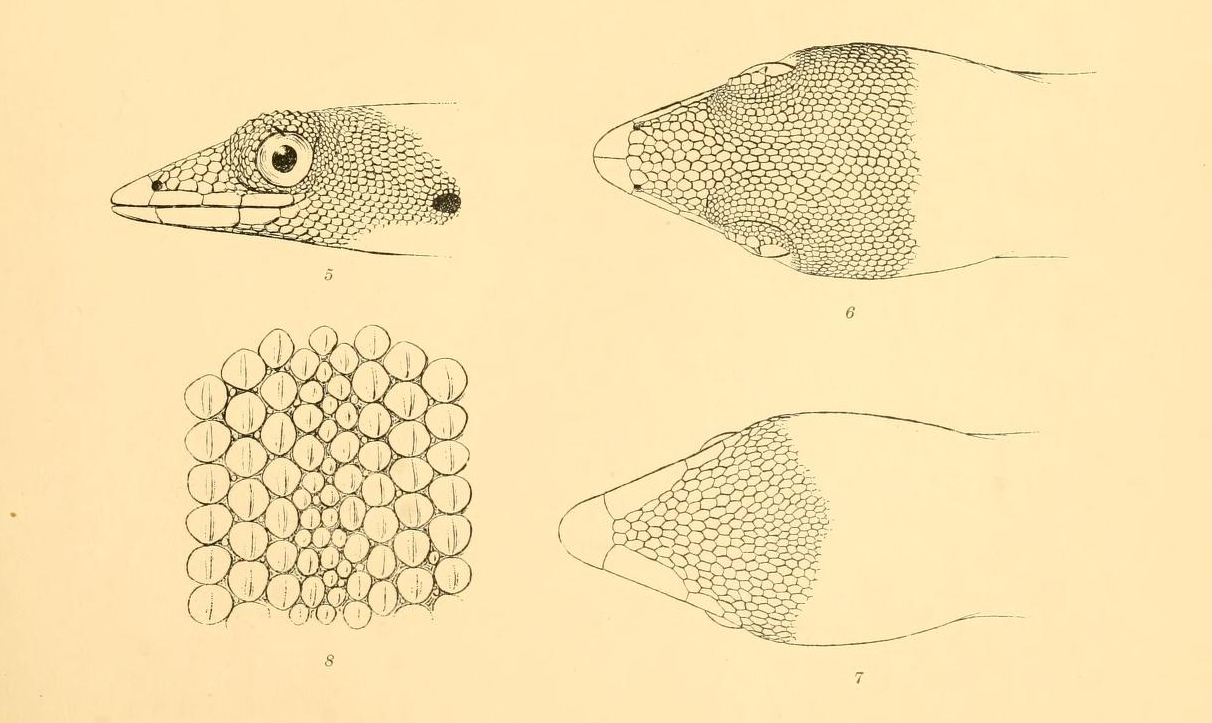